# I Go to Pieces
I Go to Pieces är en låt skriven av Del Shannon. Den gavs sent 1964 ut som den brittiska popduon Peter and Gordons fjärde singel. Det var deras första singel som inte skrevs av John Lennon och Paul McCartney. Låten blev inte någon större framgång i gruppens hemland Storbritannien, men blev däremot en stor hit i Nordamerika, med en topp 10-notering på Billboard Hot 100-listan.
Del Shannon själv blev inte nöjd med de inspelningar han gjorde av låten 1964 och hans version utgavs inte då, men han spelade in den till sitt sista studioalbum Rock On! som utgavs postumt 1991.

## Listplaceringar
| Lista (1964-1965) | Position              |
| ----------------- | --------------------- |
| Kanada            | 21 (RPM)              |
| Sverige           | 11 (Kvällstoppen)     |
| Sverige           | 5 (Tio i topp)        |
| USA               | 9 (Billboard Hot 100) |